# Ма (буква старомонгольского алфавита)

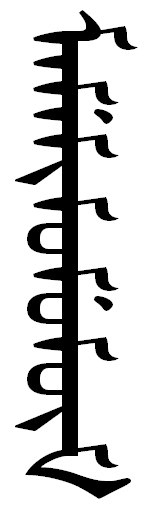
Мамэмимомумуум

Хэргэни ма (монг. ма усэг) — буква маньчжурской и старомонгольской письменности, обозначает  губно-губной носовой согласный /m/. Маркерный графический элемент — гэзэг (монг. косичка).
Отдельное написание (маньчж. гаргата хэргэнь, монг. ганцагчин усэг):

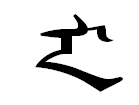
Ма
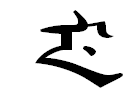
Мэ
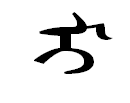
Ми

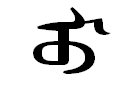
Мо
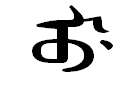
Му
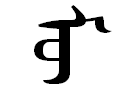
Муу

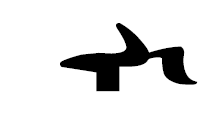
"М" в начале
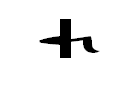
"М" в середине
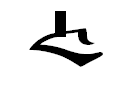
"М" в конце.